# 茨沟乡
茨沟乡，是中华人民共和国河南省许昌市襄城县下辖的一个乡镇级行政单位。

## 行政区划
茨沟乡下辖以下地区：
茨沟西村、李庄村、柿杨村、铁刘村、店南张村、沟刘村、罗沟村、茨沟东村、菜孙村、小孙村、大张庄村、杨庄村、聂庄村、葛花树王村、乔皮村、虎头李村、方窑村、肖庄村、武湾村、骞庄村、五里堡村、朱窑村、万桥村、小师庄村、马窑村、三里沟村和常庄村。